# Paraphloeostiba penelopeae
Paraphloeostiba penelopeae (лат.) — вид жуков-стафилинид рода Paraphloeostiba из подсемейства Omaliinae (Staphylinidae). Соломоновы острова (Океания). Вид назван в честь австралийского энтомолога и натуралиста Пенелопы Джин Маклеод Гринслейд (Penelope Jean Macleod Greenslade), жены энтомолога П. Дж. М. Гринслейд (Phillip John Marsh Greenslade, 1937-2004), которая собирала типовой материал на Соломоновых островах в 1960—1970 годах.

## Описание
Мелкие коротконадкрылые жуки (около 2 мм). Тело желтовато-коричневое, с красновато-коричневыми вершинными частями надкрылий (у некоторых экземпляров шея, голова (или только наличник) и вершинные части тергитов III—VI брюшка немного темнее). Голова и шея, переднеспинка и щитик без пунктировки; надкрылья с умеренно плотной и крупной пунктировкой, более мелкой и плотной вокруг щитика и более мелкой вдоль шва; брюшные тергиты без видимой пунктировки. Переднеспинка с очень плотной изодиаметрической микроскульптурой, немного тоньше, чем в средней части головы; надкрылья с плотной и крупной изодиаметрической микроретикуляцией, немного крупнее, чем на переднеспинке; брюшные тергиты с плотной поперечной или изодиаметрической микроскульптурой. От близких видов P. penelopeae отличается отсутствием пунктировки на голове и переднеспинке, наличием отчётливых продольных вдавлений на более поперечной переднеспинке, а также деталями внешнего и внутреннего строения эдеагуса.